# بروسنیک (زایچار)
بروسنیک (به صربی: Brusnik) یک روستا در صربستان است که در زایچار واقع شده‌است. بروسنیک ۴۵۶ نفر جمعیت دارد و ۱۴۰ متر بالاتر از سطح دریا واقع شده‌است.